# Национални паркове в Полша
Национален парк – една от формите за закрила на природата в Полша, съгласно закона за закрила на природата от 2004 обхваща територия, отличаваща се с изключителните си природни, научни, обществени, културни и образователни характеристики, заемаща повърхност не по-малка от 1000 хектара, като защитени са всички елементи на природата и достойнствата на ландшафта. Националните паркове се създават с цел да бъде запазено биологичното разнообразие, ресурсите, образуванията и елементите на неживата природа и качествата на ландшафта, да се възстанови естественото състояние на ресурсите и на природните елементи, както и да се възстановят нарушените условия на живот на растения, животни, гъби. 
Съгласно чл. 1, т.5 от закона за запазване на националния характер на стратегическите природни ресурси на страната от дата 6 юли 2001 природните ресурси на националните паркове се причисляват към стратегическите природни ресурси на Полша.

## Дейност
Територията на националните паркове е разделена на зони, различаващи се една от друга по прилаганите методи за закрила на природата. Съществуват три вида защитени зони – със строга, с активна и с ландшафтна защита. 
Териториите, граничещи с парковете се определят като буферни зони. В буферните зони се създават области за закрила на ловни животни, които не подлежат на включване в области за ловуване. Националните паркове са отворени за посещения, но туристите могат да се придвижват из тях само по определените за това терени, туристически маршрути, пътища и пътеки.
Националните паркове се финансират от централния бюджет. Управляват се от директори, а консултативен орган е Съветът на парка. До 30 април 2004 надзорът над парковете се извършва от Националният съвет на националните паркове. От 1 май 2004 тази роля поема Министерство на околната среда – Отдел по горско стопанство, опазване на природата и ландшафта, а от 19 януари 2007 самостоятелен Отдел Райони натура 2000 и национални паркове. След създаването на Генерална дирекция за опазване на околната среда (GDOŚ) и Регионална дирекция за опазване на околната среда (RDOŚ) на 15 октомври 2008, задачите, произтичащи от надзора на Министъра на околната среда над националните паркове се изпълнява от Отдела за опазване на природата на Министерство на околната среда.
В полските национални паркове се провеждат многобройни изследователски програми. Парковете играят съществена роля в образоването на обществото в областта на екологията. На тяхна територия успешно се развива туристическа дейност, благодарение на добре развита инфраструктура. В много от тях са подготвени специални екопътеки, дидактически центрове и природонаучни музеи. Съгласно закона входът в парковете може да бъде безплатен или платен, като цената на билета не може да надвишава седем злоти (около 3,50 лв).  

## Списък на националните паркове в Полша
| Наименование на парка           | Лого | Символ                  | Създаден  | Площ (км2 | Седалище            | Допълнителна информация                                                                                             |
| ------------------------------- | ---- | ----------------------- | --------- | --------- | ------------------- | --- |
| Бабьогурски национален парк     |      | архангелиев лазерпициум | 1955      | 33,90     | Завоя               | биосферен резерват ЮНЕСКО                                                                                           |
| Бeловежки национален парк       |      | зубър                   | 1932      | 105,17    | Бяловежа            | биосферен резерват в списъка на na Списъка на световното културно и природно наследство на ЮНЕСКО, диплом на Европа |
| Бебженски национален парк       |      | бойник                  | 1993      | 592,23    | Осовец-Твердза      | |
| Бешчадски национален парк       |      | рис                     | 1973      | 291,96    | Устшики Гурне       | биосферен резерват ЮНЕСКО, диплом на Европа                                                                         |
| Национален парк „Бори Тухолски” |      | глухар                  | 1996      | 46,13     | Хажикув             | биосферен резерват ЮНЕСКО                                                                                           |
| Дравенски национален парк       |      | видра                   | 1990      | 113,42    | Дравно              | |
| Горченски национален парк       |      | огнен саламандър        | 1981      | 70,30     | Поремба Велка       | |
| Национален парк Столови планини |      | връх Шчелинец велки     | 1993      | 63,40     | Курдова-Здруй       | |
| Кампиноски национален парк      |      | лос                     | 1959      | 385,48    | Изабелин            | биосферен резерват ЮНЕСКО                                                                                           |
| Карконошки национален парк      |      | бохемска камбанка       | 1959      | 59,51     | Йеленя гура         | биосферен резерват ЮНЕСКО                                                                                           |
| Магурски национален парк        |      | малък креслив орел      | 1995      | 194,39    | Кремпна             | |
| Наревски национален парк        |      | тръстиков блатар        | 1996      | 68,10     | Курово              | |
| Ойцовски национален парк        |      | прилеп                  | 1956      | 21,46     | Ойцов               | |
| Пенински национален парк        |      | връх Три корони         | 1932      | 23,46     | Крошченко над Дунав | |
| Полесийски национален парк      |      | жерав                   | 1990      | 97,62     | Уршулин             | биосферен резерват ЮНЕСКО                                                                                           |
| Розточенски национален парк     |      | полски коник            | 1974      | 84,82     | Звежинец            | |
| Словински национален парк       |      | чайка                   | 1967      | 215,72    | Смолджино           | биосферен резерват ЮНЕСКО                                                                                           |
| Швентокшиски национален парк    |      | елен                    | 1950      | 76,26     | Бодзентин           | |
| Татренски национален парк       |      | татранска дива коза     | 1954      | 211,87    | Закопане            | биосферен резерват ЮНЕСКО                                                                                           |
| Национален парк Устие на Варта  |      | посевна гъска           | 2001      | 80,74     | Хижино              | |
| Великополски национален парк    |      | горска улулица          | 1957      | 75,83     | Йежори              | |
| Вигренски национален парк       |      | бобър                   | 1989      | 150,79    | Кшиве               | |
| Волински национален парк        |      | морски орел             | 1960      | 109,37    | Мендзиздрое         | |
|                                 |      |                         | Обща площ | 3168,22   |                     | |

## Планирани национални паркове

### Юрайски национален парк
Този национален парк ще бъде разположен в Силезийско воеводство между Заверче и Ченстохова, част от Краковско-Ченстоховските възвишения. Трябвало е да бъде двадесет и четвъртият национален парк в Полша, един от най-малките по площ.
Първите планове за създаване на парка се появяват през седемдесетте години и са идея на ботаниците от Силезийския университет в Катовице. Проектът разработва екип от Лодзкия университет под ръководството на проф. Ромуалд Олачек.
Проектът предвижда паркът да включва два района: златополска част с площ 3,5 хиляди хектара – включваща имението на Крашински в Злоти Поток и природния резерват Парково и Олштинска част с площ 1,1 хиляди хектара – където се намират руините на замъка в Олштин и природният резерват Соколе Гури.  

### Турницки национален парк
Турницкият национален парк с площ 19 хиляди хектара е трябвало да бъде на територията на общините Бирча, Фредропол, Устшики Долне в Подкапатско воеводство Границите му е трябвало да се простират от държавните граници с Украйна близо до Калвария Пацлавска , през Лешчини, Макова, Риботиче, през Лоджинка Долна и Воля Коженецка в околностите Бирча и по-нататък до Лешчава Долна и Лешчава Горна и накрая през Тшчанец, Войткова и Юречкова до държавната граница с Украйна на север до Крошченко. 
Първите предложения за създаване на този парк се появяват още преди Втората световна война. Според тогавашната идея паркът е трябвало да бъде изграден на територията на горите, принадлежащи на Полската академия на знанията, и е трябвало да се нарича Източнокарпатски национален парк.
След войната предложението за създаване на парк е подновено през май 1982 година благодарение на старанията на професорите Януш Котларчик и Йежи Пюрецки по време на Втория конгрес на Лигата за опазване на природата в Пшемисл. Тогава е предложено наименованието – „Национален парк на Долината на централен Вяр”. Предлагат се също: „Ленджански национален парк”, „Източнокарпатски национален парк” и най-популярното - „Турницки национален парк”. Наименованието идва от дивия планински масив (563 м надморска височина) и реката със същото име. Там се намира природният резерват Турница, обитаван от вълци, рисове, бикове и 9 двойки скални орли.
По-късно, през 1992 тогавашният министър на околната среда за – Стефан Козловски, подновява идеята за създаване на парка.
През 1994 предложението е оценено положително от Държавния съвет за опазване на природата.
През 1995 Съветът по екология се стреми да ускори създаването на парка, но по мнението на тогавашния министър Станислав Желиховски не съществува възможност за създаване на нов парк. Подкрепят го Регионалната дирекция за държавните гори и местните власти на общините Бирча и Фредропол. На 15 февруари 1996 е създаден обществен съвет Турницки национален парк, който успява да извоюва подкрепа за идеята в местните и националните медии. Под петицията за създаване на парка са събрани около 50 хиляди подписа. През 1998 предложението е разгледано в Сената на Полската Република.
През 2017 в Регионалната дирекция за закрила на околната среда в Жешов е внесен проект за създаване на природен резерват с обща повърхност 8 106,79 хектара, в който да се закрилят най-ценните природни територии на планирания Турницки национален парк. На Регионалната дирекция е представен и проект на правен акт за създаването на резерват, както и документация от  400 страници, описваща уникалните в национален мащаб  природни достойнства на тази територия.

### Мазурски национален парк
Предвижда се Мазурският национален парк да бъде разположен на територията на настоящия ландшафтен парк и да включва: река Крутина, езерата Нидзке и Лукнайно. Предложенията относно площта са две: за 34,5 хиляди хектара и за 39,5 хиляди хектара. И при двата варианта най-голяма площ в парка се пада на водите, следвани от гори и блата. Над 90% от тези територии за държавна собственост.

### Шчечински национален парк
През 80. на XX век на територията на Пушча Букова  на югоизток от Шчечин  се предвижда около 8000 хектара повърхност да бъде защитена, като половината от нея да представлява национален парк, а другата половина – ландшафтен (Шчечински ландшафтен парк „Пушча Букова”, създаден на 4 ноември 1981).
През 1993 в Шчечин е създадено Дружество на любителите на Пушча Букова, чиято цел е да създаде лоби, подкрепящо проекта за национален парк. Действията обаче не донасят резултат.

### Национален парк Долината на Долна Одра
Създаденият на 28 юни 1995 в Германия Национален парк Долина на Долна Одра (на немски Nationalpark Unteres Odertal), обхваща територия с размер 10 418 хектара. Разположен е на левия бряг на Одра и представлява част от полско-немския комплекс от защитени територии, включващ от полска страна ландшафтните паркове Долина на Долна Одра и Цедински ландшафтен парк. Документацията за проекта е създадена през 1991 година и от този момент се полагат усилия за пълната му реализация.

### Мираховски гори
Преди избухването на  Втората световна война се прави подготовка за създаването на национален парк Мираховски гори (Lasy Mirachowskie) – 7000 хектара, за да бъде съхранена уникалната флора и фауна на този регион. Голяма част от растенията в него обаче изчезват в резултат на мелиорацията на тресавищата, извършена по време на Полската народна република,а в резултат на човешката дейност от 1916 година на тази територия не се среща и глухар. Понастоящем уникалните природни особености на този район за защитени в резерватите Станишевске Здройе (Staniszewskie Zdroje), Куже Гженди (Kurze Grzędy), Жураве Блота (Żurawie Błota),  Любогошч (Lubogoszcz), Шчелина Лехицка (Szczelina Lechicka).